# Ingegerd Haraldsdotter
Ingegerd Haraldsdotter, född 1046, död 1120, dotter till kung Harald Hårdråde av Norge och Elisabet av Kiev, var en norsk prinsessa, som genom sina äktenskap blev drottning av Danmark och Sverige. 
Hon gifte sig 1086 med den danske kungen Olof Hunger och fick med honom dottern Ulfhild. 
Olof dog 1095 och året därpå gifte hon om sig med den svenske kungasonen Filip Halstensson, som blev kung av Sverige omkring 1105. Detta äktenskap blev barnlöst och Ingegerd dog 1120, två år efter makens död.